# Пласенсія
Пласенсія (ісп. Plasencia) — місто і муніципалітет в Іспанії, у складі автономної спільноти Естремадура, у провінції Касерес. Населення — 41 447 осіб (2010).

## Географія
Місто розташоване на відстані близько 210 км на захід від Мадрида, 65 км на північ від Касереса.
На території муніципалітету розташовані такі населені пункти: (дані про населення за 2010 рік)
- Пласенсія: 41043 особи
- Прадочано: 160 осіб
- Сан-Хіль: 244 особи

## Демографія
Динаміка населення (INE ):

## Релігія
- Центр Пласенсійської діоцезії Католицької церкви.

## Уродженці
- Луїс де Авіла (1500—1564) — іспанський дипломат, полководець і історик.

## Галерея

Розташування муніципалітету Пласенсія
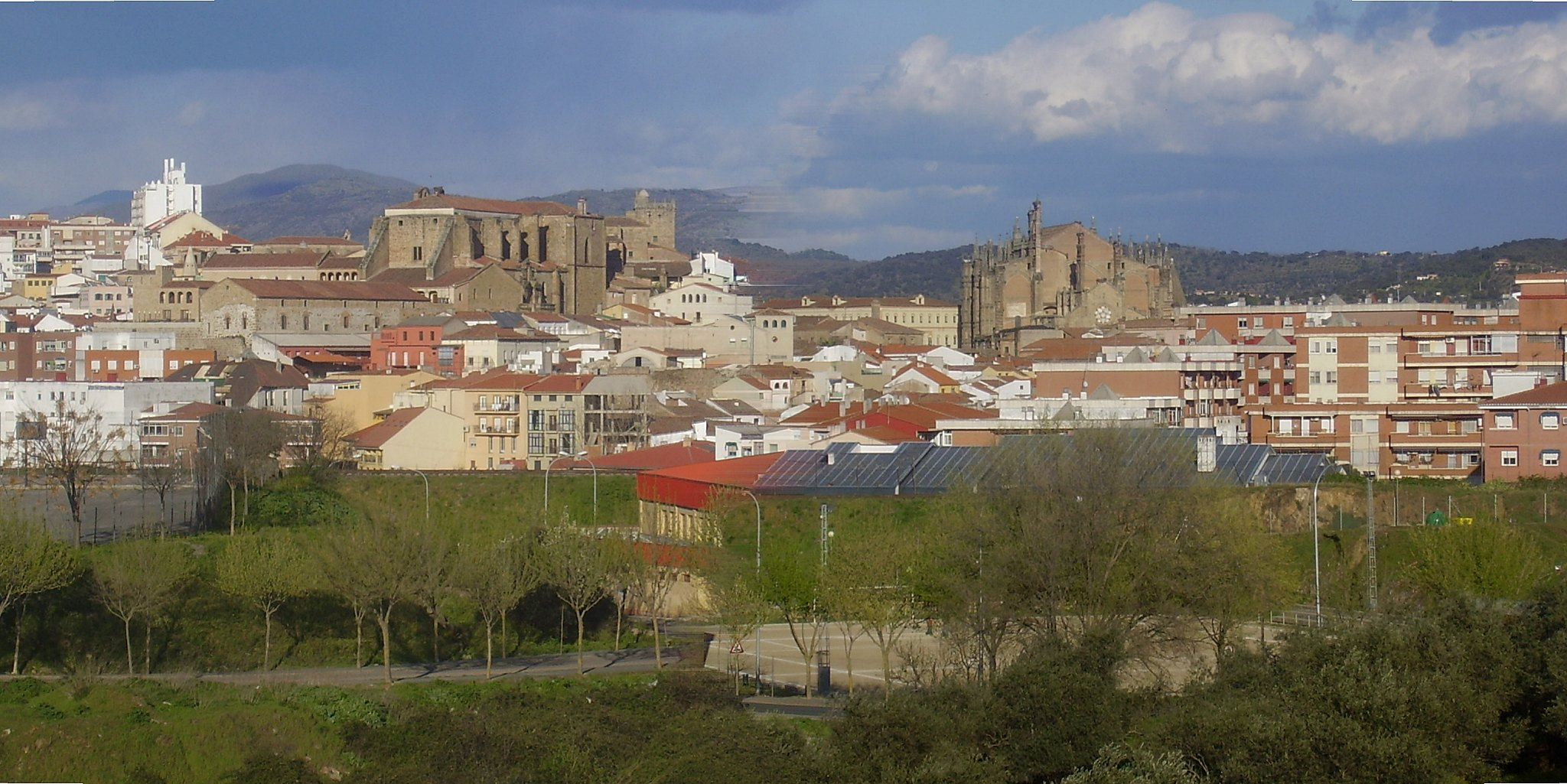
Пласенсія
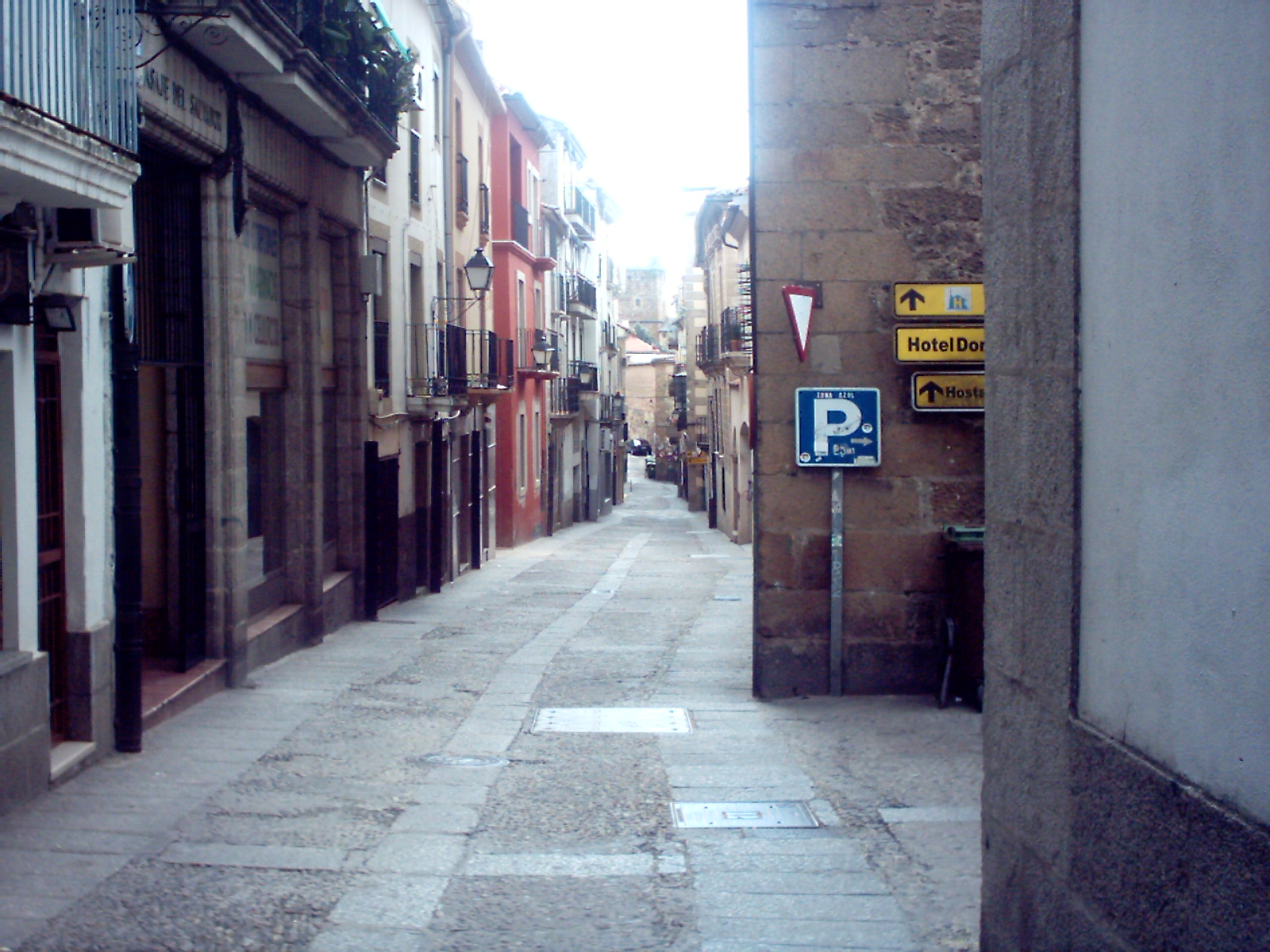
Кальє-де-Санта-Ана
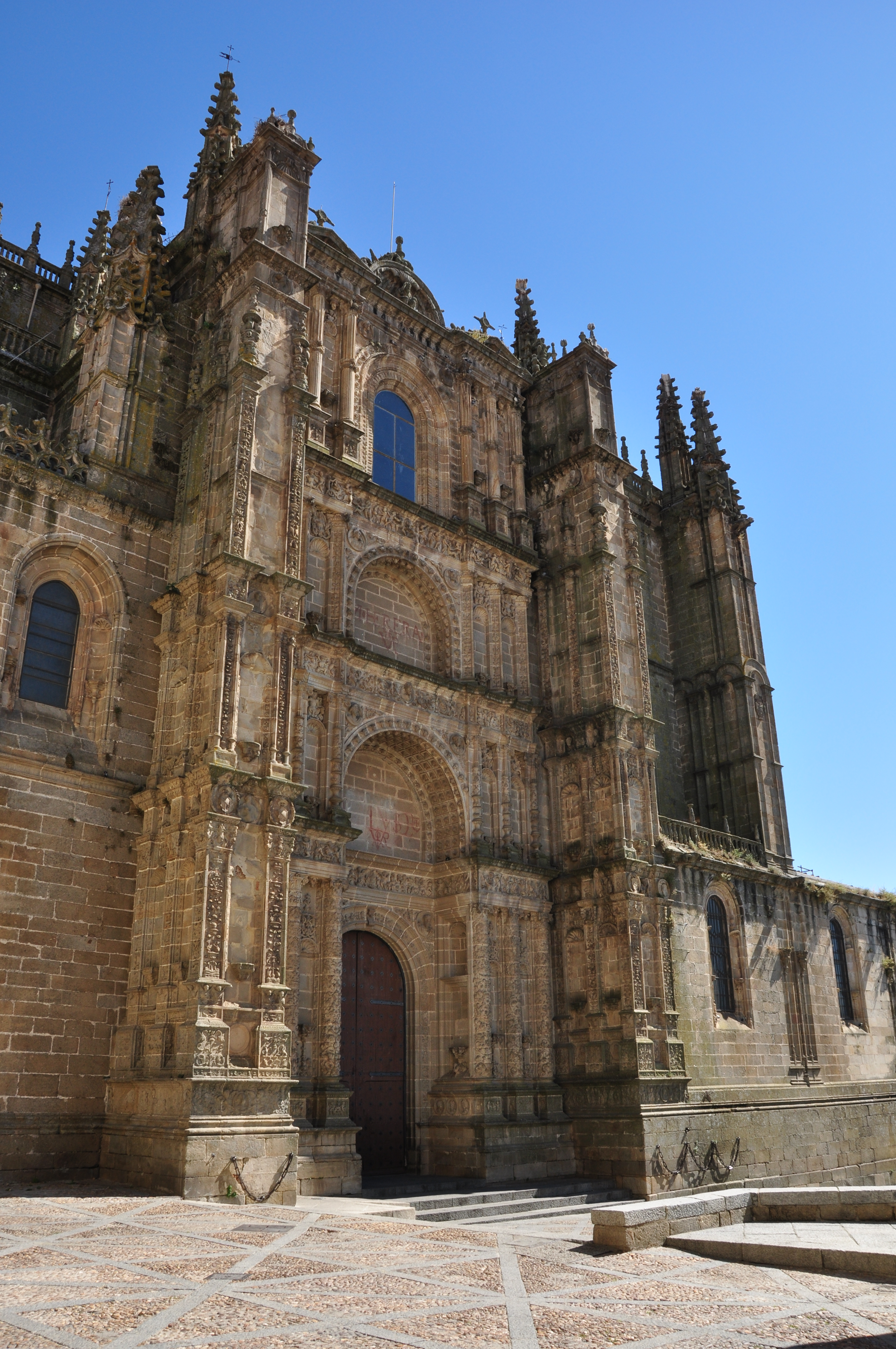
Новий собор
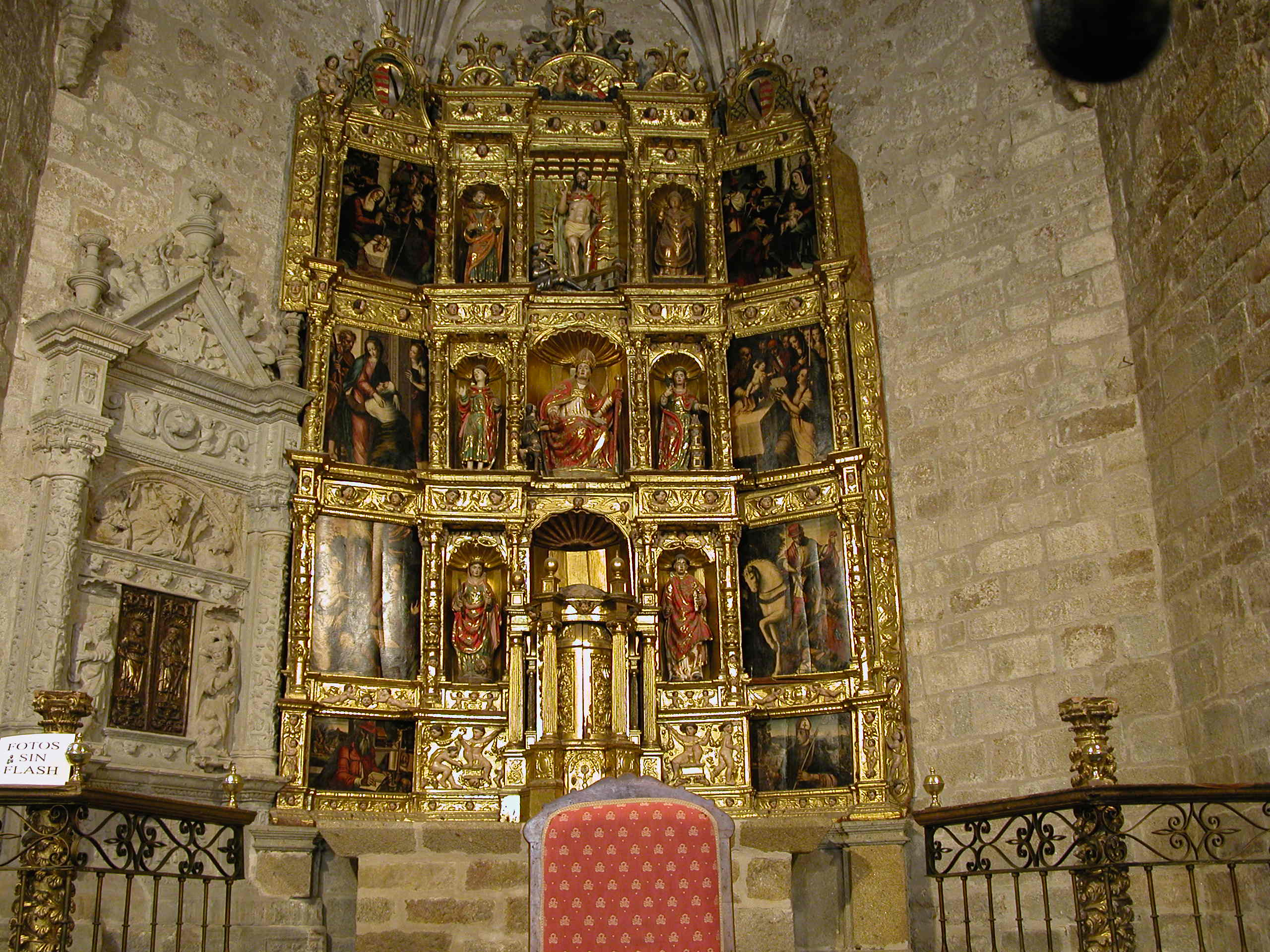
Церква Сан-Мартін
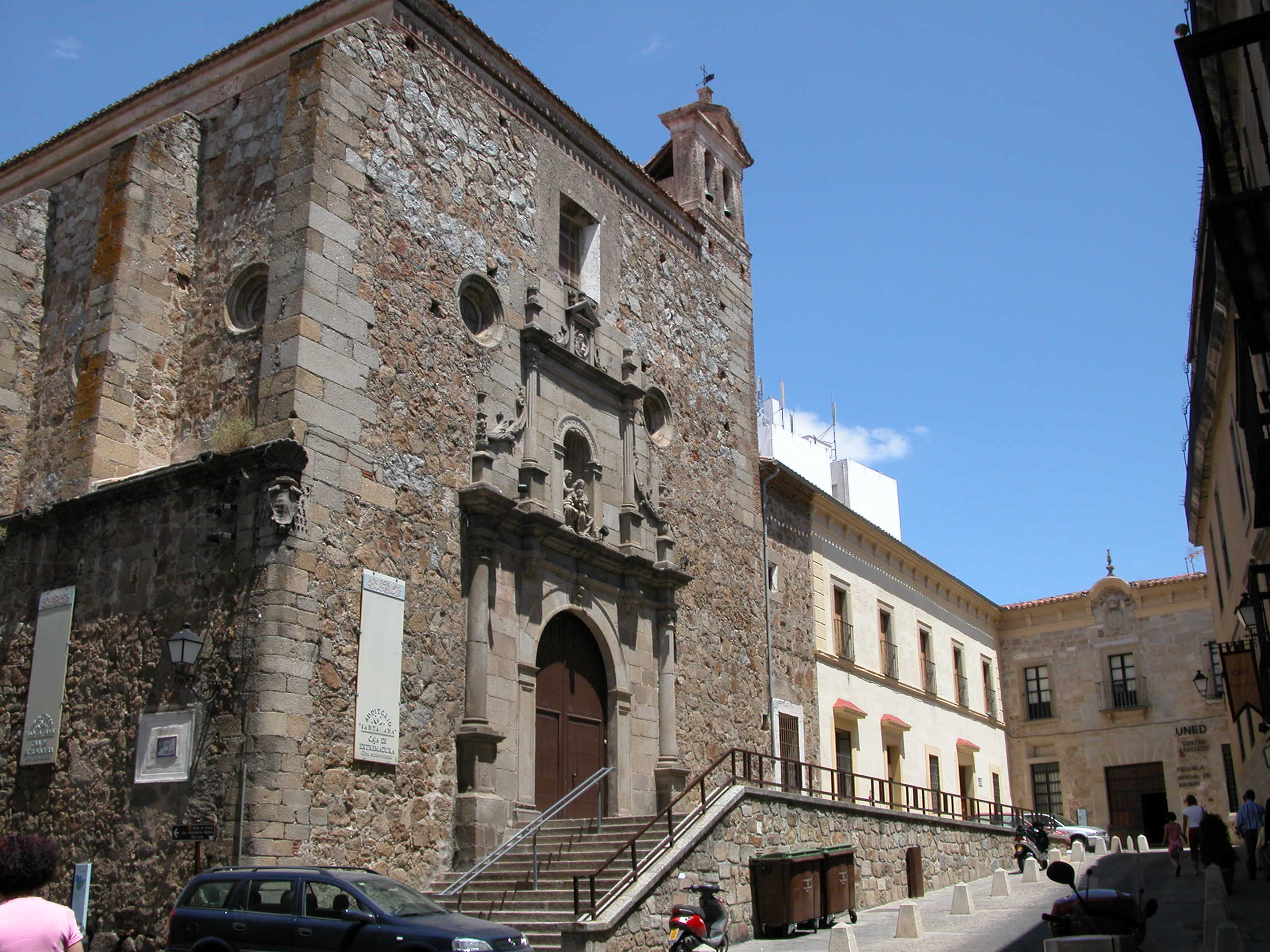
Пласа-де-Санта-Ана
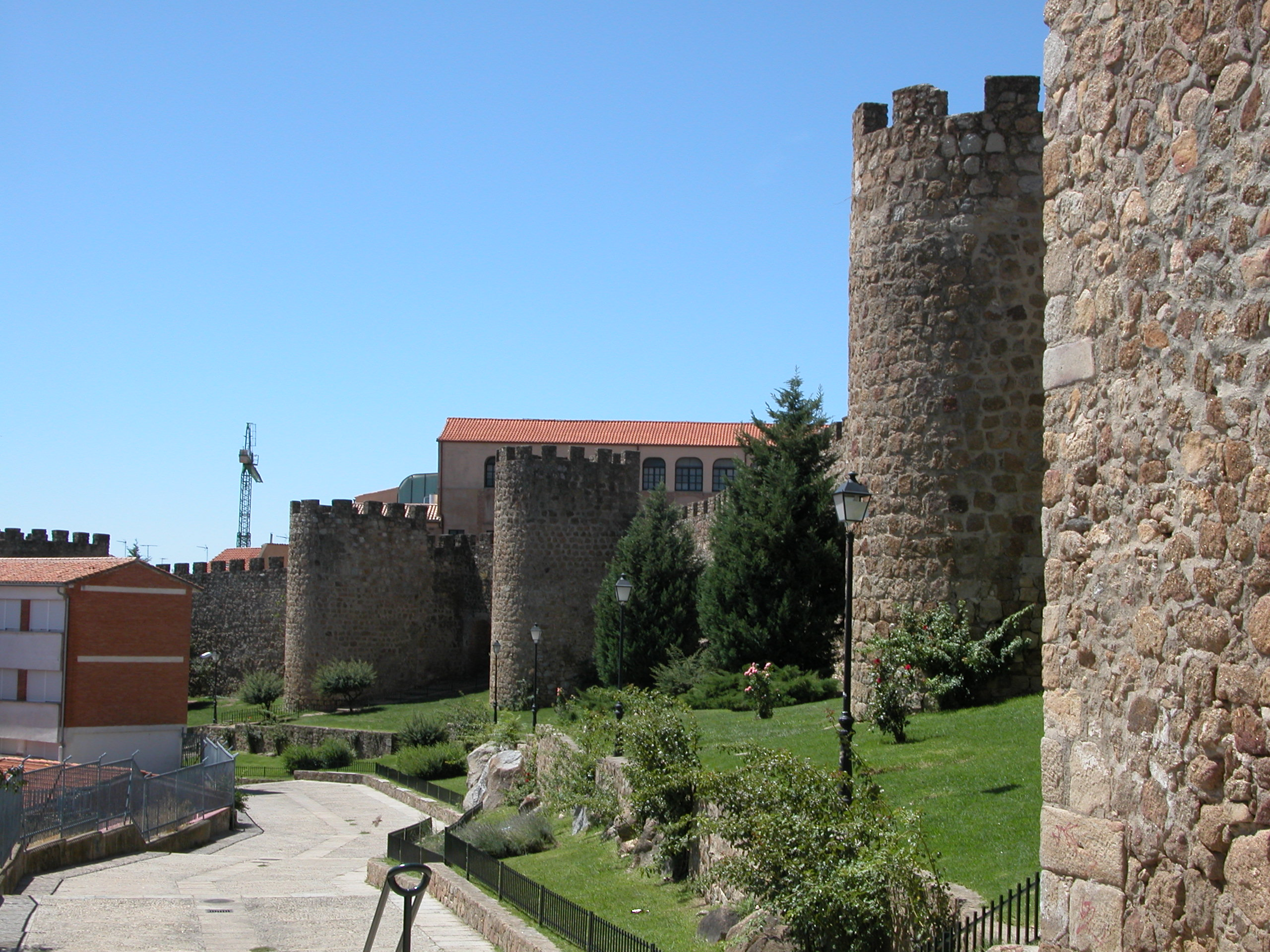
Міський мур
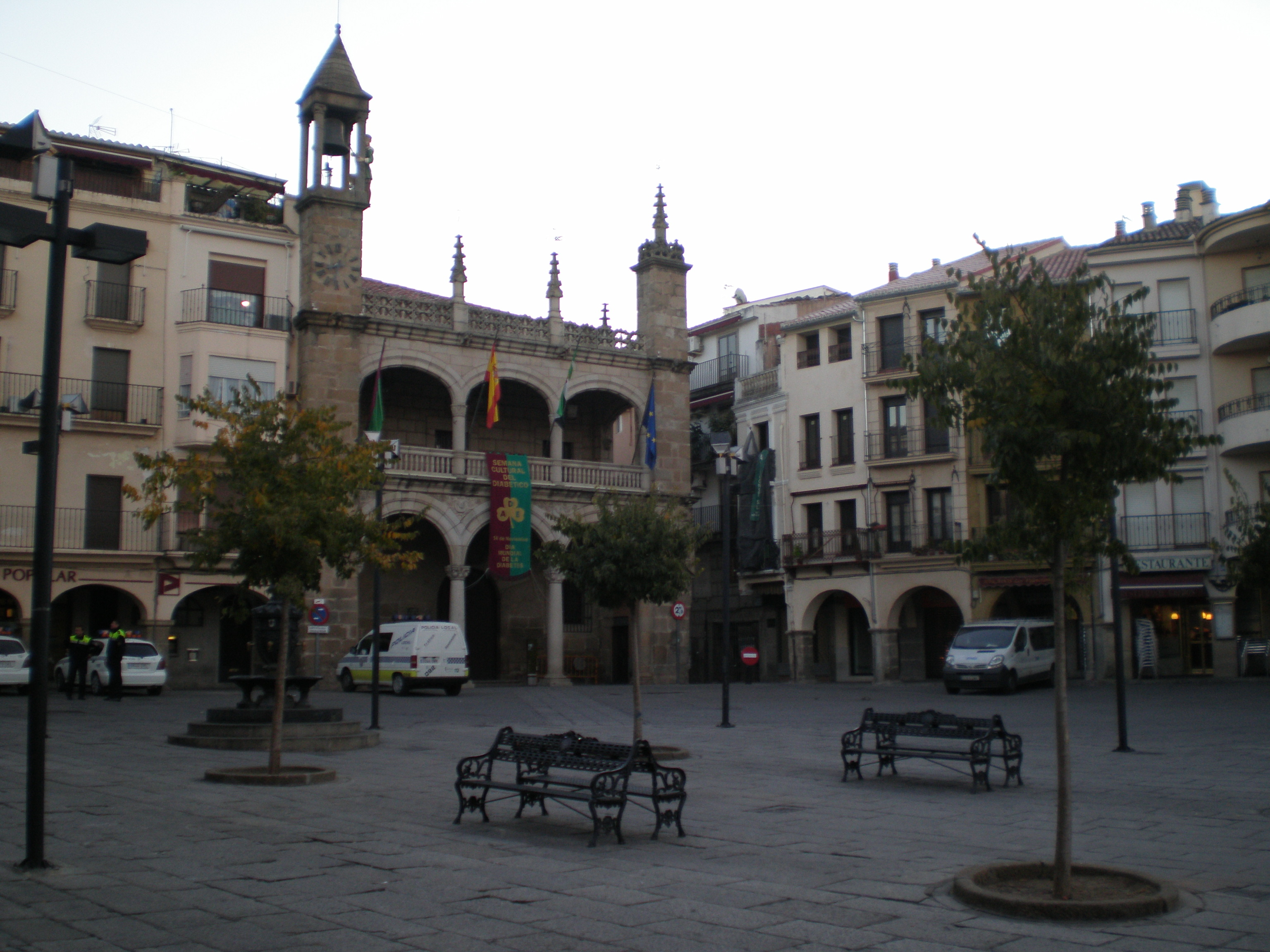
Ратуша, Пласа-Майор
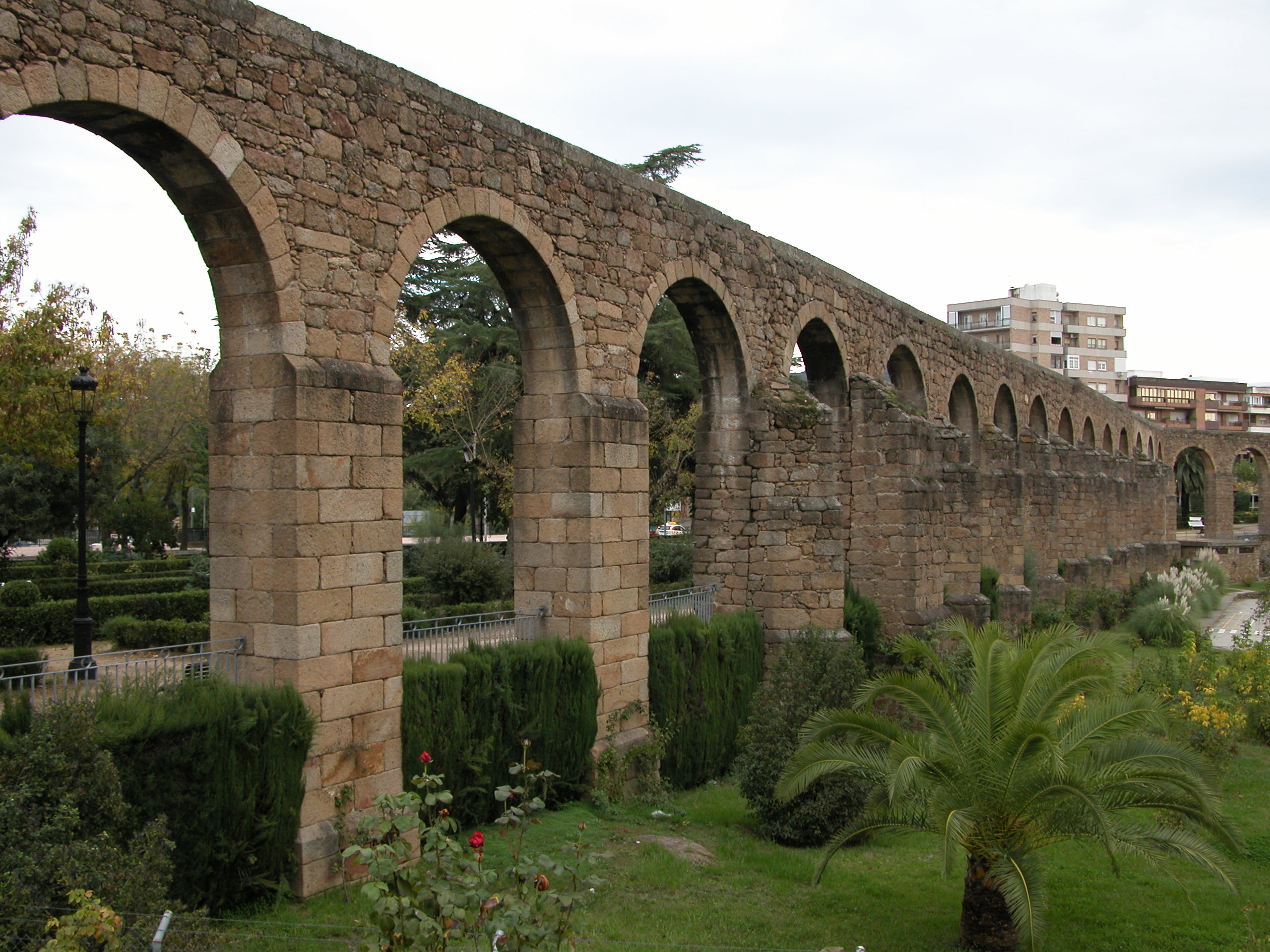
Акведук